# Блэкмен, Джамал
Джамал Клинт-Росс Блэкмен (англ. Jamal Clint-Ross Blackman; род. 27 октября 1993, Лондон, Англия) — английский футболист, вратарь клуба «Бертон Альбион». Воспитанник академии «Челси».

## Клубная карьера
Джамал Блэкмен родился в Кройдоне, районе Лондона. Пришёл в Академию «Челси» достаточно поздно, на уровень до 13 лет. 29 октября 2011 года, Джамал был впервые включён в основной состав команды на матч 10-го тура Премьер-лиги против «Арсенала» (3:5), но на поле так и не появился. В сезоне 2011/12 Блэкмен начал регулярно тренироваться с первой командой и помог своему клубу выиграть Молодёжный кубок Англии. В январе 2012 года Блэкмен был добавлен в заявку команды на Лигу чемпионов УЕФА, где числился третьим вратарем. Он получил медаль победителя Лиги чемпионов УЕФА 2012 и Лиги Европы УЕФА 2013, несмотря на то что не провел в этих турнирах ни одного матча. В сезоне 2013/14, выступая за молодёжную команду «Челси», стал чемпионом Англии, обыграв в финале на «Олд Траффорде» «Манчестер Юнайтед». 6 июня 2014 года, Блэкмен подписал новый пятилетний контракт и был заявлен на сезон 2014/15 за основную команду.
31 августа 2014 года Блэкмен перешёл в клуб «Мидлсбро», выступающий в Чемпионшипе Футбольной лиги, на правах аренды сроком до 1 января 2015 года. 23 сентября дебютировал за «Мидлсбро», выйдя в основном составе на матч Третьего раунда Кубка Футбольной лиги против «Ливерпуля» (2:2, 13:14 пен.). В серии пенальти, Джамал, парировал удар Рахима Стерлинга и сам забил мяч в ворота Симона Миньоле. 6 января 2015 года, после ухода из «Челси» Марка Шварцера, Блэкмен был отозван из аренды, чтобы стать третьим вратарем основного состава после Тибо Куртуа и Петра Чеха.
18 марта 2016 года Блэкмен перешёл в шведский клуб «Эстерсунд», выступающий в Аллсвенскан, на правах аренды до 31 июля. 4 апреля дебютировал за «Эстерсунд», выйдя в основном составе на матч 1-го тура Аллсвенскан против «Хаммарбю» (1:1).
15 августа 2016 года Блэкмен был отдан в аренду клубу Лиги два «Уиком Уондерерс» до 3 января 2017 года. Дебютировал за «Уиком Уондерерс» на следующий день в матче против «Аккрингтон Стэнли» (1:1). 1 января его аренда была продлена до конца сезона.

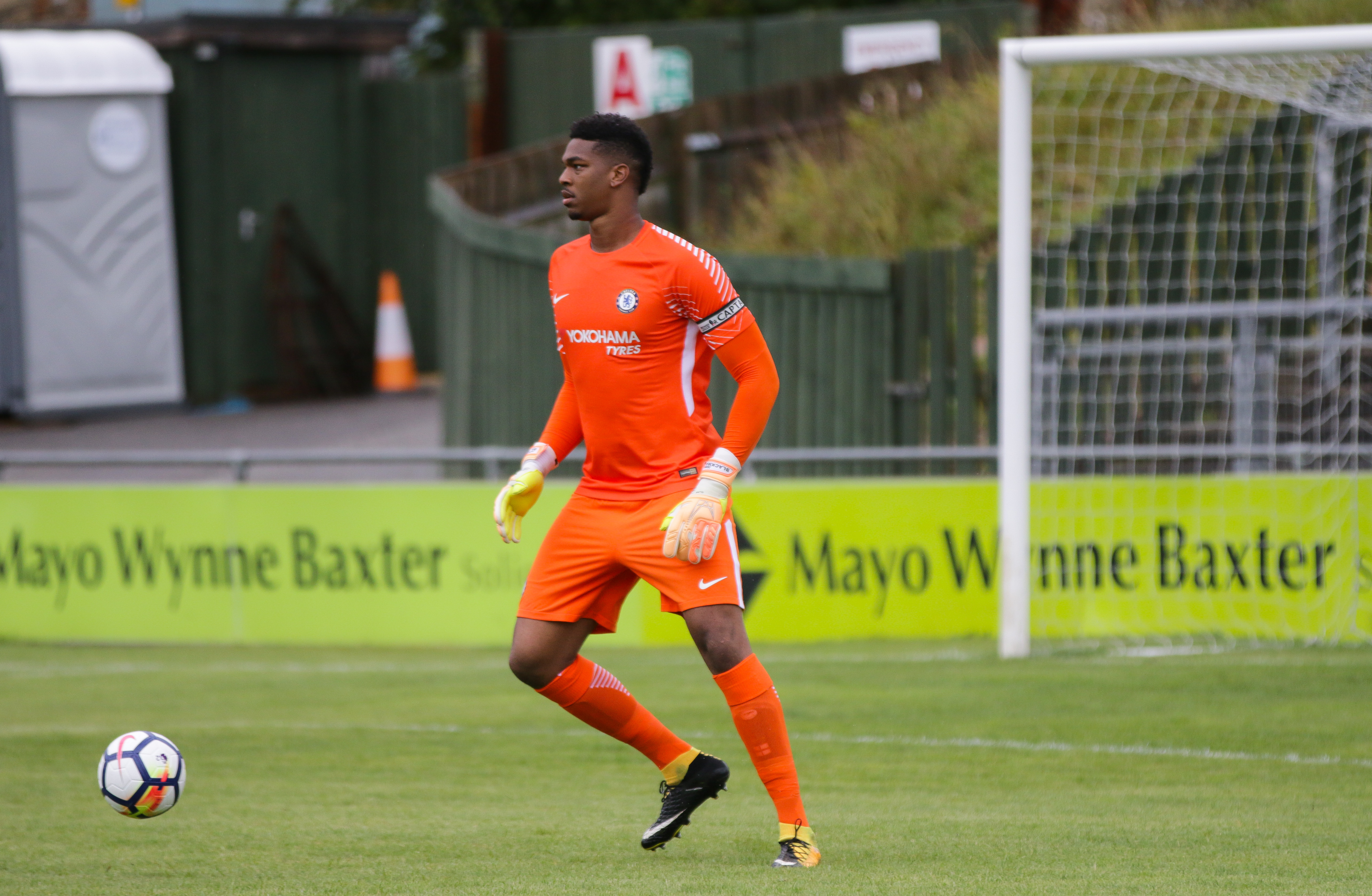
2017 год

27 июля 2017 года Блэкмен, продлив контракт с «Челси» до 2021 года, отправился в аренду на сезон в клуб Чемпионшипа «Шеффилд Юнайтед». У «клинков» он сперва рассматривался в качестве второго вратаря после Саймона Мура, но после травмы Мура в предсезоне стал основным. За «Шеффилд Юнайтед» дебютировал 5 августа в матче стартового тура сезона против «Брентфорда» (1:0). 31 октября в матче против «Куинз Парк Рейнджерс» получил травму. Вернулся в состав 17 ноября в матче против «Бертон Альбион». В декабре 2017 года Мур восстановился от травмы, и Блэкмен осел в запасе. Вновь вышел на поле 10 февраля 2018 года в матче против «Лидс Юнайтед» (2:1).
16 июля 2018 года Блэкмен присоединился к клубу Чемпионшипа «Лидс Юнайтед» на правах сезонной аренды. За «Лидс Юнайтед» дебютировал 14 августа в матче Кубка английской лиги 2018/19 против «Болтон Уондерерс» (2:1). 16 ноября в матче молодёжных составов против «Бирмингем Сити» получил перелом большеберцовой кости, после чего был возвращён «Челси».
3 сентября 2019 года Блэкмен отправился в аренду в клуб чемпионата Нидерландов «Витесс» на сезон.
В январе 2020 года «Челси» отозвал Блэкмена из «Витесса» и отдал в аренду на оставшуюся часть сезона клубу Лиги один «Бристоль Роверс». Дебютировал за «Бристоль Роверс» он 25 января в матче против «Флитвуд Таун» (0:0).
24 августа 2020 года Блэкмен направился в аренду в клуб Чемпионшипа «Ротерем Юнайтед» на сезон 2020/21. За «Ротерем Юнайтед» дебютировал 5 сентября в матче первого раунда Кубка английской лиги 2020/21 против «Солфорд Сити» (1:1), проигранном по пенальти (2:4).
13 сентября 2021 года Блэкмен на правах свободного агента присоединился к клубу MLS «Лос-Анджелес», подписав контракт на оставшуюся часть сезона 2021 с опцией продления на сезон 2022. В американской лиге дебютировал 29 сентября в матче против «Портленд Тимберс» (1:2). По окончании сезона 2021 «Лос-Анджелес» не стал продлевать контракт с Блэкменем.
31 января 2022 года Блэкмен подписал контракт с клубом Чемпионшипа «Хаддерсфилд Таун» на оставшуюся часть сезона 2021/22. За «Таун» дебютировал 5 февраля в матче четвёртого раунда Кубка Англии 2021/22 против «Барнсли». По окончании сезона 2021/22 Блэкмен покинул «Хаддерсфилд Таун» в связи с истечением контракта.
26 июля 2022 года Блэкмен подписал однолетний контракт с клубом Лиги 1 «Эксетер Сити». За «греков» дебютировал 6 августа в матче против «Порт Вейла». По окончании сезона 2022/23 Блэкмен покинул «Эксетер Сити» в связи с истечением контракта.
3 июля 2023 года Блэкмен подписал контракт с клубом Лиги 1 «Бертон Альбион». За «пивоваров» дебютировал 5 августа в матче стартового тура сезона 2023/24 против «Блэкпула».

## Международная карьера
Выступал за сборные Англии до 16, до 17, до 19. В августе 2014 года, Блэкмен был вызван в молодёжную сборную Англии.

## Достижения
«Челси»
- Чемпион Лиги профессионального развития: 2013/14
- Обладатель Молодёжного кубка Англии: 2012
- Итого: 2 трофея

## Статистика выступлений
| Выступление      | Выступление      | Выступление      | Лига | Лига | Кубок страны | Кубок страны | Кубок лиги | Кубок лиги | Прочие | Прочие | Итого | Итого |
| Клуб             | Лига             | Сезон            | Игры | Голы | Игры         | Голы         | Игры       | Голы       | Игры   | Голы   | Игры  | Голы  |
| ---------------- | ---------------- | ---------------- | ---- | ---- | ------------ | ------------ | ---------- | ---------- | ------ | ------ | ----- | ----- |
| Мидлсбро         | Чемпионшип       | 2014/15          | 0    | 0    | 0            | 0            | 1          | 0          | —      | —      | 1     | 0     |
| Эстерсунд        | Аллсвенскан      | 2016             | 12   | 0    | —            | —            | 0          | 0          | 0      | 0      | 12    | 0     |
| Уиком Уондерерс  | Лига 2           | 2016/17          | 42   | 0    | 4            | 0            | 0          | 0          | 6      | 0      | 52    | 0     |
| Шеффилд Юнайтед  | Чемпионшип       | 2017/18          | 31   | 0    | 2            | 0            | 0          | 0          | —      | —      | 33    | 0     |
| Лидс Юнайтед     | Чемпионшип       | 2018/19          | 0    | 0    | 0            | 0            | 2          | 0          | —      | —      | 2     | 0     |
| Витесс           | Эредивизи        | 2019/20          | 0    | 0    | 0            | 0            | —          | —          | —      | —      | 0     | 0     |
| Бристоль Роверс  | Лига 1           | 2019/20          | 10   | 0    | —            | —            | —          | —          | —      | —      | 10    | 0     |
| Ротерем Юнайтед  | Чемпионшип       | 2020/21          | 26   | 0    | 1            | 0            | 1          | 0          | —      | —      | 28    | 0     |
| Лос-Анджелес     | MLS              | 2021             | 8    | 0    | —            | —            | —          | —          | —      | —      | 8     | 0     |
| Хаддерсфилд Таун | Чемпионшип       | 2021/22          | 1    | 0    | 2            | 0            | —          | —          | —      | —      | 3     | 0     |
| Эксетер Сити     | Лига 1           | 2022/23          | 38   | 0    | 2            | 0            | —          | —          | 1      | 0      | 41    | 0     |
| Бертон Альбион   | Лига 1           | 2023/24          | 3    | 0    | 0            | 0            | 1          | 0          | 3      | 0      | 7     | 0     |
| Всего за карьеру | Всего за карьеру | Всего за карьеру | 171  | 0    | 11           | 0            | 5          | 0          | 10     | 0      | 197   | 0     |